# Абелин, Яльмар
Яльмар Август Абелин (швед. Hjalmar August Abelin, 22 мая 1817, Линчёпинг, Эстергётланд, Швеция — 13 сентября 1893, Стокгольм, Швеция) — шведский врач.

## Биография
Яльмар Абелин и его брат Густав Абелин родились в семье мэра Линчёпинга Захариаса Абелина. В 1846 году Яльмар стал лиценциатом медицины Уппсальского университета, а в 1847 году магистром хирургии Каролинского института в Стокгольме. В том же году, после путешествия на мыс Доброй Надежды, он стал ассистентом в клинике при Сторе Барнхусете в Стокгольме. Абелин главным образом посвятил себя изучению детских болезней и уходу за детьми и с этой целью предпринял несколько исследовательских поездок за рубеж. В 1856—1882 годах Яльмар являлся главным врачом в Стора Барнхусет, а с 1858 года стал профессором педиатрии в Каролинском институте, в 1866 году он был избран членом Академии наук.
В нескольких журналах Абелин публиковал своих наблюдениях в педиатрии, а также выпустил книгу «Об уходе за детьми в первые годы жизни» (1874). Он даже способствовал повышению интереса к этой теме с помощью публичных лекций.

## Память
В честь Яльмара названа улица доктора Абелина (Doktor Abelins gata) в Сёдермальме в Стокгольме. Название было дано после постройки детской больницы на этой улице в 1927 году.